# Equivalent (química)
Equivalent en química (símbol: eq o Eq), de vegades anomenat equivalent molar és una unitat de mesura de la quantitat de substància que es fa servir en els determinacions químiques i biològiques. Apareix també en les anàlisis clíniques, anàlisi d'aigua de sòls, etc.
Un equivalent es defineix formalment com la quantitat de substància que pot o bé:
- reaccionar o subministrar un mol d'ions hidrogen (H+) en una reacció àcid-base; o
- reaccionar amb o subministrar un mol d'electrons en una reacció redox.[1][2]

La massa d'un equivalent d'una substància es diu pes equivalent.
En la pràctica, la quantitat d'una substància en equivalents sovint resulta una magnitud molt petita, per això freqüentment es descriu en termes de mil·liequivalents (mEq or meq), el prefix mil·li denota que la mesura s'ha dividit per 1000. Molt sovint, la mesura es fa servir en termes de mil·liequivalents de solut per litre de solvent (o mil·linormal, on mEq/l = mN). Això és especialment comú en el mesurament de compostos en fluids biològics; per exemple le nivell saludable de potassi a la sang humanan està definit entre 3,5 i 5,0 mEq/l.

## Ús en bioquímica i medicina
La composició de medicaments d'administració intravenosa sovint s'expressa com mmol/l més que no pas com mEq/l. la molaritat es refereix al nombre de partícules dissoltes. Per un element com el sodi Na+, que té una valència d'1, 1 mmol/l = 1 mEq/l, per un element divalent com el Mg2+ o Ca2+, 1 mmol/l = 2 mEq/l.